# Ершов (Черниговская область)
Ершов (укр. Єршов) — село в Семёновском районе Черниговской области Украины. Население 35 человек. Занимает площадь 0,05 км².
Код КОАТУУ: 7424781505. Почтовый индекс: 15461. Телефонный код: +380 4659.

## Власть
Орган местного самоуправления — Жадовский сельский совет. Почтовый адрес: 15461, Черниговская обл., Семёновский р-н, с. Жадово, ул. Центральная, 15.